# Ajmal Kasab
Mohammed Ajmal Amir Kasab (Punjabi/Urdu: محمد اجمل امیر قصاب; 13 de julio de 1987 - 21 de noviembre de 2012) fue un militante paquistaní y miembro del grupo islamista Lashkar-e-Taiba, dentro del cual participó el año 2008 en los atentados de Bombay (India). Kasab fue el único atacante al que la policía capturó con vida.
Kasab nació en Faridkot, Pakistán, en una familia perteneciente a la comunidad Qassab. El año 2005 se fue de casa, después de lo cual tomó parte en delitos menores y robo a mano armada junto con un amigo. A finales de 2007, él y su amigo se encontraron con miembros de Jamaat-ud-Dawa, el brazo político del Lashkar-e-Taiba, mientras estaban distribuyendo panfletos, y fueron persuadidos a unirse.
El 3 de mayo de 2010, Kasab fue declarado culpable de 80 delitos, incluido asesinato, haciendo guerra contra la India, por posesión de explosivos, y otros cargos. El 6 de mayo de 2010, el mismo tribunal de primera instancia lo condenó a muerte por cuatro de los cargos y a cadena perpetua por cinco de los cargos. La sentencia de muerte de Kasab fue confirmada por el Tribunal Superior de Bombay el 21 de febrero de 2011. La sentencia fue confirmada por el Tribunal Supremo de la India el 29 de agosto de 2012. Kasab fue ahorcado el 21 de noviembre de 2012 a las 07:30 a. m. y fue sepultado en la cárcel Yerwada en Pune.

## Citas
1. ↑  «Ticket to paradise in a brutal world». 22 de noviembre de 2012. Consultado el 22 de noviembre de 2012.
2. ↑  The government of Pakistan initially denied that Kasab was a Pakistani citizen, but, in January 2009, it confirmed his citizenship. «Ajmal's Nationality Confirmed». Dawn (Pakistani Newspaper). 8 de enero de 2009. Archivado desde el original el 14 de junio de 2012. Consultado el 31 de enero de 2012.
3. 1 2  «CRIMINAL APPEAL NOS.1899-1900 OF 2011». Supreme Court of India. 29 de agosto de 2012. Archivado desde el original el 18 de enero de 2013. Consultado el 6 de febrero de 2013.
4. ↑  «Planned 9/11 at Taj: Caught Terrorist». Zee News. 29 de noviembre de 2008. Archivado desde el original el 25 de diciembre de 2008.
5. ↑  «Please give me saline». Bangalore Mirror. 29 de noviembre de 2008. Archivado desde el original el 2 de marzo de 2009. Consultado el 23 de junio de 2014.
6. ↑  «Bombay HC upholds Kasab's death sentence». IBN Live. Archivado desde el original el 22 de febrero de 2011. Consultado el 23 de junio de 2014.
7. ↑  Irani, Delnaaz (3 de mayo de 2010). «Surviving Mumbai gunman convicted over attacks». BBC News. Archivado desde el original el 5 de mayo de 2010. Consultado el 3 de mayo de 2010.
8. ↑  «Kasab waged war against India: court». The Hindu (Chennai, India). 22 de febrero de 2011. Consultado el 22 de febrero de 2011.
9. ↑  «26/11 terror attacks case: Ajmal Kasab's plea to spare life rejected by SC». The Indian Express. 29 de agosto de 2012. Consultado el 29 de agosto de 2012.
10. ↑  «Ajmal Kasab hanged today at 7:30 am today». Mumbai Voice. Archivado desde el original el 23 de noviembre de 2012. Consultado el 21 de noviembre de 2012.
11. ↑  FP Staff. «Live: Is India going too far in celebrating Kasab's hanging?». Firstpost. Consultado el 21 de noviembre de 2012.
12. ↑  «Kasab executed in great secrecy, Shinde says even Manmohan, Sonia didn't know». Archivado desde el original el 23 de noviembre de 2012. Consultado el 21 de noviembre de 2012.
13. ↑  «Ajmal Kasab hanged and buried in Pune's Yerwada Jail». Consultado el 21 de noviembre de 2012.